# Volt Česko
Volt Česko je progresivní, sociálně liberální a panevropská politická strana působící v České republice. Je součástí hnutí Volt Europa, prvního celoevropského politického hnutí, které prosazuje jednotný evropský přístup k zásadním otázkám, jako jsou klimatická politika, obrana a bezpečnost, digitalizace a změny na trhu práce, migrace, ekonomika či vzdělávání.
Na celoevropské úrovni se Volt účastnil voleb do Evropského parlamentu v červnu 2024 s jednotnou programovou vizí sdílenou více než 20 národními organizacemi. Ve volbách Volt kandidoval v koalici se SEN 21, přičemž lídry kandidátky za Volt byli Adam Hanka a Barbora Hrubá. 
V současnosti se strana připravuje na volby do Poslanecké sněmovny Parlamentu ČR v roce 2025, do nichž kandiduje samostatně. Volt staví kandidátky ve všech krajích, přičemž volebními lídry jsou  Mikuláš Peksa, Kateřina Šrámková, Adam Hruška, Karolína Salomonová a Adam Hanka.
V České republice má Volt Česko místní organizace v Praze, Brně a Karlových Varech.

## Politický program
Volt Česko prosazuje politiku založenou na evropské spolupráci, digitální modernizaci, klimatické odpovědnosti, kvalitním vzdělávání a sociální spravedlnosti. Jeho programy vycházejí z celoevropské platformy Volt Europa, přizpůsobené českému kontextu.

### Programové priority pro volby do Poslanecké sněmovny 2025

#### Bezpečnost a evropská spolupráce
Volt prosazuje posílení obranyschopnosti České republiky skrze hlubší evropskou integraci. Podporuje sdílené evropské zpravodajské kapacity, společnou obranu a odstraňování překážek v přeshraniční spolupráci. Zasazuje se o reformu rozhodovacích procesů v EU a efektivnější využití evropských struktur pro zajištění bezpečnosti, včetně kybernetické.

#### Vzdělávání a příprava na výzvy budoucnosti
Cílem Voltu je moderní vzdělávací systém, který rozvíjí digitální gramotnost, kritické myšlení a jazykové dovednosti. Podporuje propojení škol s trhem práce, důraz na měkké dovednosti a větší podporu učitelů. Prosazuje rozvoj celoživotního vzdělávání v reakci na změny způsobené technologiemi a stárnutím populace.

#### Nižší účty díky čisté energii
Volt usiluje o urychlení přechodu na nízkoemisní energetiku. Požaduje konec spalování uhlí do roku 2033, investice do obnovitelných zdrojů energie (zejména solárních a větrných), zateplování budov a energetické úspory. Podporuje komunitní energetiku, modernizaci sítí a rozvoj udržitelné dopravy.

#### Péče místo lhostejnosti
V oblasti zdravotnictví Volt prosazuje dostupnost kvalitní péče v celém Česku, rozvoj primární péče a péče o duševní zdraví. V sociální politice zdůrazňuje potřebu reformy dávkových systémů, podporu dostupného bydlení, péče o seniory a zlepšení situace vyloučených skupin. Důraz klade také na rovnost žen a mužů.

#### Připravíme Česko na budoucnost
Volt chce zefektivnit stát pomocí digitálních nástrojů, otevřených dat a lepší dostupnosti veřejných služeb. Podporuje snížení administrativní zátěže pro občany i podnikatele, přijetí eura, posílení inovací a vytvoření prostředí příznivého pro podnikání. Zasazuje se o moderní správu státu postavenou na důvěře, kompetenci a technologiích.

### Program pro volby do Evropského parlamentu 2024

#### Demokratičtější a funkční Evropská unie
Volt podporuje přechod k federálně uspořádané EU s větší rolí Evropského parlamentu. Navrhuje zrušení práva veta v Radě., zavedení evropské vlády a posílení přímé občanské účasti na rozhodování, včetně snížení volebního věku na 16 let. Vzniknout by měla také společná evropská armáda a obranná politika. 

#### Transparentnost a právní stát jako základ důvěry
Program klade důraz na vynutitelnost evropského práva. Navrhuje vznik Evropského ústavního soudu a zavedení nástrojů proti vládám, které porušují demokratická pravidla. Podmínky pro čerpání fondů EU by měly být vázány na dodržování zásad právního státu a svobody médií.

#### Evropská obrana a společná zahraniční politika
Volt prosazuje vytvoření evropských ozbrojených sil pod parlamentní kontrolou, navázaných na NATO. Podporuje centralizovaný nákup obranné techniky, sdílení zpravodajských kapacit a silnější koordinaci zahraniční politiky, zejména v oblastech klimatu, digitálních technologií a lidských práv.

#### Spravedlivá a udržitelná evropská ekonomika
Cílem je dokončení eurozóny, bankovní unie a vytvoření evropského ministra financí. Volt podporuje harmonizaci daní, zdanění nadnárodních korporací a rozpočet EU schopný financovat strategické investice, včetně klimatické transformace a inovací.

#### Silná EU jako globální aktér
Unie má podle Voltu sehrávat aktivní roli při prosazování lidských práv, demokratických hodnot a udržitelného rozvoje. Obchodní a rozvojová politika EU by měla být podmíněna dodržováním těchto principů. Volt zároveň podporuje další rozšiřování EU na základě jasných demokratických kritérií.

## Historie
Politické hnutí Volt Česko vzniklo v roce 2019. Jeho primárním cílem byl sběr podpisů a příprava založení politické strany. V jeho čele stáli Adam Hanka a Karolína Machová, Jan Klátil zastával funkci hospodáře. Od 29. června 2022 je Volt registrován jako politická strana podle zákonů České republiky.
V roce 2022 se strana Volt Česko zúčastnila voleb do Zastupitelstva hl. m. Prahy, kde obdržela 4 816 hlasů (0,14 %).
V říjnu 2022 hostila strana Volt Česko Generální shromáždění Volt Europa.
V říjnu 2023 strana Volt Česko a hnutí SEN 21 oznámily, že pro volby do Evropského parlamentu v červnu 2024 postaví společnou kandidátní listinu.  V listopadu 2023 se v Praze konal 4. celostátní sněm Volt Česko, na kterém členové strany zvolili Adama Hanku a Barboru Hrubou na první pozice kandidátky. Ve volbách strana obdržela 9 955 hlasů (0,33 %). 
V prosinci 2023 Volt propojil několik organizací prosazujících zavedení Eura v Česku – Pulse of Europe, Pro Euro a Euro v Česku, aby společně prosazovali jednotnou Petici pro euro  (https://portal.gov.cz/e-petice/441-petice-pro-euro). Společně pak demonstrovali před Úřadem vlády.
V listopadu 2024 se ke straně připojil někdejší místopředseda za Piráty a také bývalý europoslanec Mikuláš Peksa, který kritizoval nového pirátského předsedu Zdeňka Hřiba a jím prosazovaný výrazný odklon od vnitřní demokracie uvnitř České pirátské strana. Spolu s ním se do Voltu přidali i další Piráti, například expert na reformu psychiatrické péče Petra Konečný či IT expert Václav Šístek.
V červnu 2025 zahájila strana Volt kampaň do sněmovních voleb s cílem oslovit liberální voliče a nabídnout alternativu k euroskeptickému trendu v české politice.

## Organizace
V čele Volt Česko stojí předseda Adam Hanka, který byl do čela strany zvolen znovu celostátním sněmu Volt Česko v listopadu 2023. Výkonnou moc má předsednictvo a výkonný výbor.

### Financování
Strana Volt Česko je financována prostřednictvím darů od soukromých dárců. Všechny dary jsou zveřejňovány na transparentním účtu a nefinanční podpora je zveřejňována na webové stránce strany.